# SpiderBabe
SpiderBabe é um filme erótico de paródia de super-heróis norte-americano de 2003. É uma paródia do personagem Homem-Aranha criado por Stan Lee e Steve Ditko e publicado pela Marvel Comics. O filme foi escrito por John Fedele e Terry West, e dirigido por Johnny Crash. Erin Brown, mais conhecida no gênero como Misty Mundae, estrela como a personagem-título.

## Trama
Patricia Porker é uma estudante tímida do ensino médio de Nova Jersey cuja vida muda para sempre quando ela é picada por uma aranha geneticamente modificada e se transforma em uma beldade escaladora de paredes com forças sobre-humanas. Chamando a si mesma de SpiderBabe, ela usa seus novos poderes para participar de uma competição de luta livre e ganhar dinheiro suficiente para se mudar da casa do seu tio Flem e da tia Maybe para seu próprio apartamento com a melhor amiga Lisa Knoxx.
Um ladrão assassina o seu tio Flem e inspira Patricia a usar seus novos poderes para combater a criminalidade da cidade de Nova York, enquanto ela também tenta dizer ao seu melhor amigo Mark Wetson que quer ser sua namorada e faz muito sexo lésbico. Enquanto isso, a ambiciosa irmã lésbica de Lisa, Lucinda Knoxx, usa as mesmas técnicas de engenharia genética que o professor de ciências de Patricia, Dr. Dowell, usou em uma aranha, e ganha um alter ego vilão, o sexy e maligno gênio Femtilian. Femtilian parte em uma busca pela dominação mundial que só pode ser resolvida em um confronto direto com SpiderBabe.

## Elenco
- Misty Mundae - Patricia Porker / SpiderBabe
- Julian Wells - Lucinda Knox / Femtilian
- Darian Caine - Lisa Knox
- Shelby Taylor - Abelha Rainha
- Michael R. Thomas - Dr. Dowell